# Соловьёв, Давид Моисеевич
Дави́д Моисе́евич Соловьёв (19 августа 1920, Киев — 27 января 2003, Тверь) — советский и российский педагог, Заслуженный учитель школы РСФСР.

## Биография
Родился в городе Киеве. Обучался в Киевском государственном университете. В 1941 году после окончания 4 курса ушёл добровольцем на фронт. Осенью 1941 года был ранен и откомандирован в Кызыл-Орду, где закончил обучение в университете и получил педагогическое образование. Затем был направлен на обучение в Рязанское артиллерийское училище, по окончании которого получил офицерское звание и был назначен сначала командиром батареи, а затем начальником штаба артиллерийского полка.
Участвовал в боях за освобождение Польши. В боях за Познань был ранен, во время лечения самостоятельно изучил польский язык. После войны участвовал в формировании Войска Польского. В благодарность за это ему было присвоено звание капитана Войска Польского, а также статус почётного гражданина Гданьска.
С 1946 года преподавал математику в Курском, Уссурийском и Калининском суворовских училищах.

Любимцами курских суворовцев стали также преподаватели математики Борис Павлович Молчанов и Давид Моисеевич Соловьёв. Краткость, но убедительность и доказательность при изложении материала, умение дать высокую нагрузку и отстающим, и отличникам — это и многое другое характеризовало их педагогическое мастерство. — Криворучко А.П., Криворучко А.А. - Суворовец — гордость Отечества, 2016
В 1960 году ему было присвоено звание «Заслуженный учитель школы РСФСР».
Ушёл в отставку из армии в 1987 году в звании подполковника, после чего работал преподавателем математики в средней школе № 17 г. Твери.
Является автором методик для института усовершенствования учителей, читал лекции по методике преподавания математики. Заслуженный учитель Российской Федерации, четырежды лауреат премии Сороса.
Умер 27 января 2003 года. Похоронен на Аллее Славы на кладбище Дмитрово-Черкассы (Тверь).

## Награды и премии
- Орден Отечественной войны II степени (1985)[4], Красной Звезды, медалями, польскими знаками отличия Крест Храбрых, двумя Крестами Заслуги.
- Почётный гражданин г. Гданьска
- Заслуженный учитель школы РСФСР (1960)
- 4 Премии Сороса